# Legends of Wrestling
Legends of Wrestling è un gioco picchiaduro, ed è il primo videogioco della serie Legends of Wrestling. Questo videogioco comprende i wrestler della WWF/WWE, NWA, WCW, ECW e di varie indipendenti promozioni. è stato prodotto e sviluppato dalla Acclaim Entertainment. Nel 2001 il videogioco è uscito per PlayStation 2 e nel 2002 per Nintendo GameCube e Xbox.

## Roster
| Superstar | Manager                                                                            |
| --- | ---------------------------------------------------------------------------------- |
| - Hulk Hogan - Jimmy "Superfly" Snuka - Road Warrior Hawk - Road Warrior Animal - Bret "The Hitman" Hart - The Iron Sheik - Terry Funk - Don Muraco - Jerry "The King" Lawler - George "The Animal" Steele - "Mr. USA" Tony Atlas - Ricky "The Dragon Steambot - Nikolai Volkoff - Ted DiBiase - Tito Santana - King Kong Bundy - Koko B. Ware - One Man Gang - Greg "The Hammer" Valentine - Harley Race - Dynamite Kid - Ricky Morton - Robert Gibson - Brian Pillman - "Superstar" Billy Graham - "Hot Stuff" Eddie Gilbert - Rick Martel - Ivan Koloff - Ivan Putski - "Cowboy" Bob Orton - The Sheik - Kerry Von Erich - Fritz Von Erich - Kevin Von Erich - Dory Funk Jr. - Sabu - Rob Van Dam - David Von Erich - Mike Von Erich | - Bobby "The Brain" Heenan - The Grand Wizard - Jimmy Hart - Lou Albano - Mr. Fuji |